# Auslaufzone

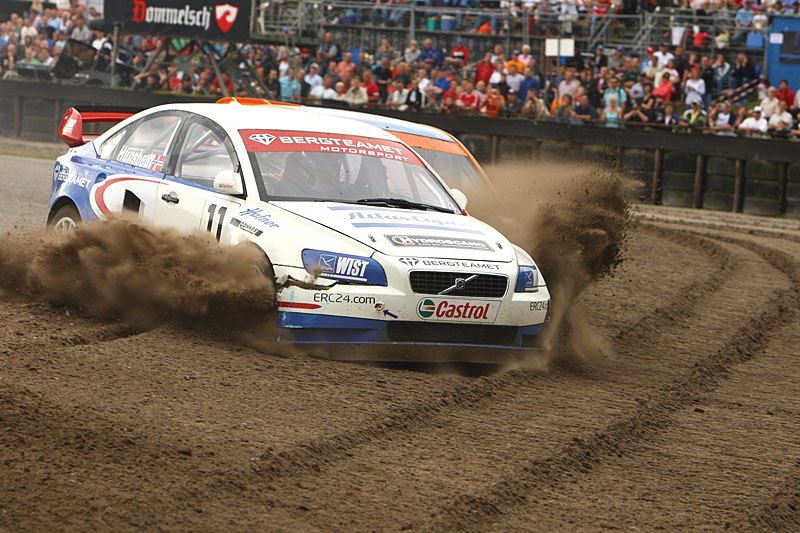
Ein Kies- respektive Sandbett bremst als Auslaufzone einer Rallycross-Strecke …

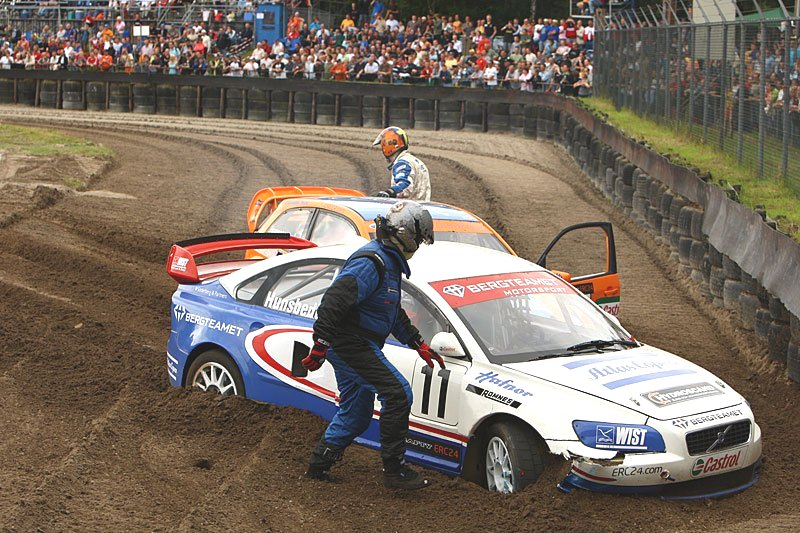
… zwei allradangetriebene Rennwagen bis zum Stillstand ab

Als Auslaufzone wird eine unbebaute Fläche einer Rennstrecke bezeichnet, die neben der eigentlichen Fahrbahn liegt. Sie soll ein passives oder aktives Stoppen eines außer Kontrolle geratenen Rennfahrzeuges ermöglichen, bevor es zu einer schweren Kollision kommt – ähnlich einer Notfallspur im öffentlichen Straßenverkehr. Bei planmäßiger Funktion schützen diese im Regelfall bis zu 100 Meter breiten Zonen die Fahrer, Sportwarte und Zuschauer vor Verletzungen und verhindern größere Beschädigungen an den Fahrzeugen. Vor allem bei Motorradrennen wird eine Auslaufzone auch Sturzraum genannt; dafür gibt es auf dem Indianapolis Motor Speedway sogar eine 240 Meter breite Fläche.

## Geschichte

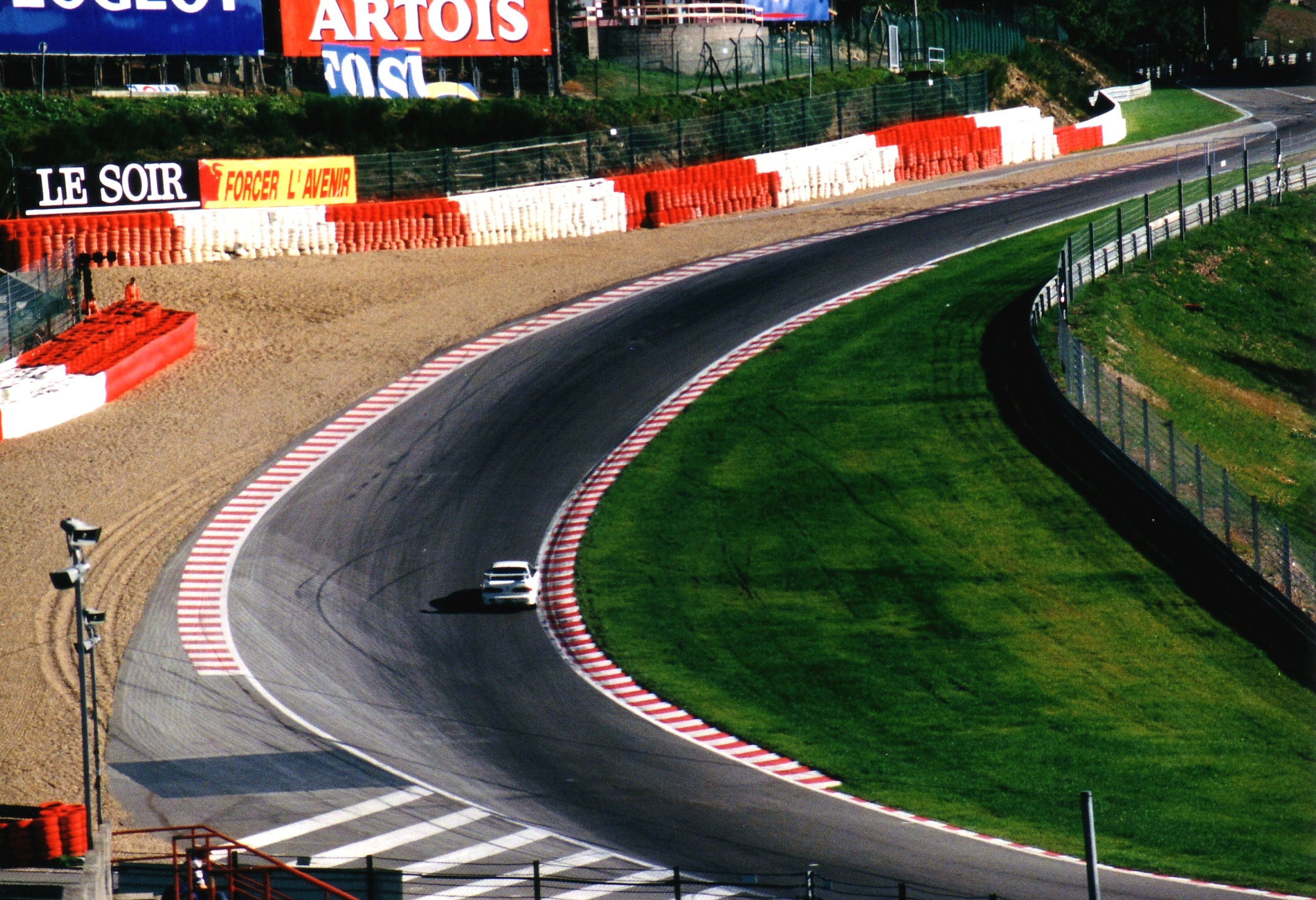
Die Kiesbett-Auslaufzone der Kurve Eau Rouge auf der Rennstrecke Spa-Francorchamps 1999, vor dem späteren Umbau

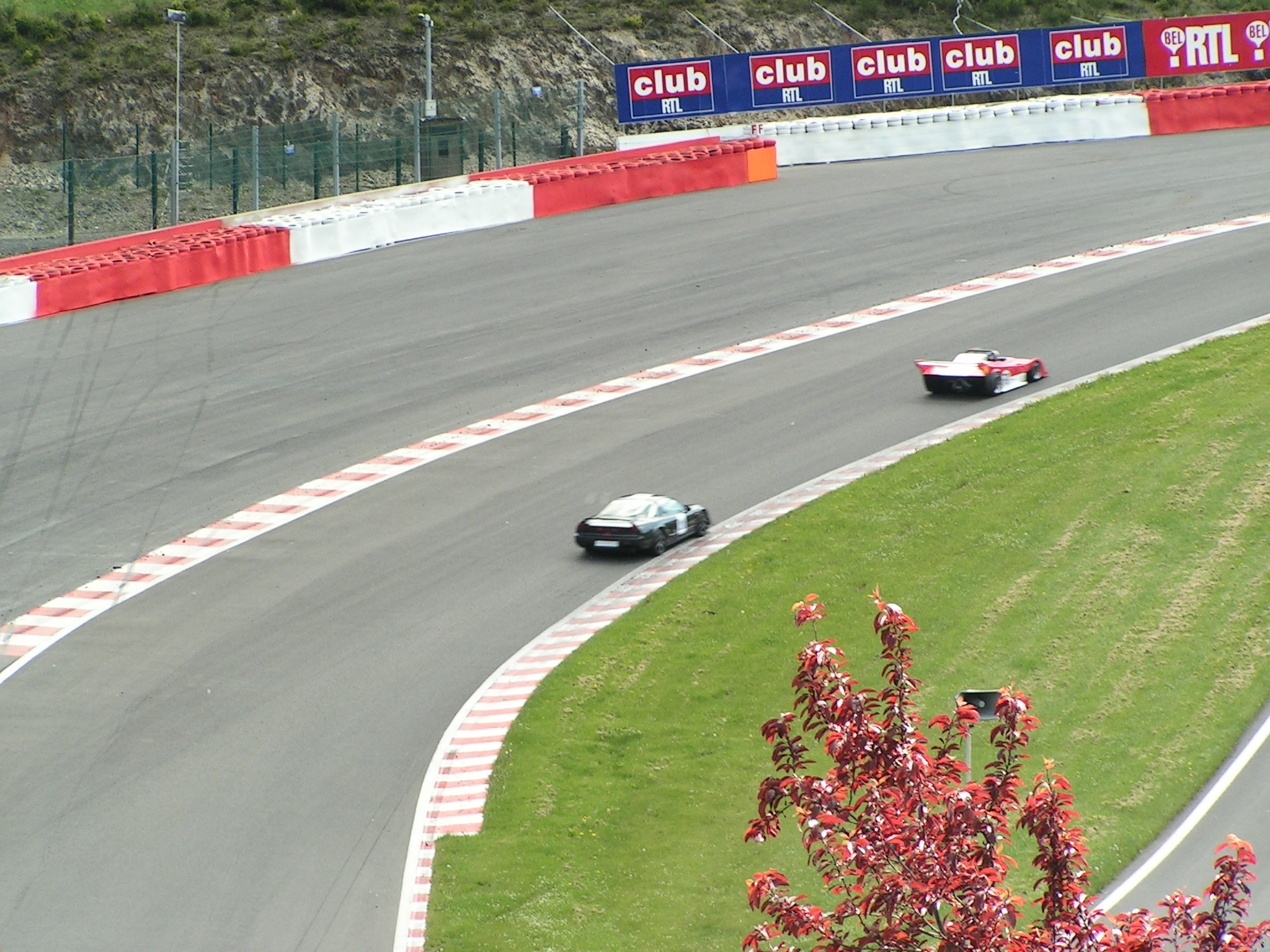
Die heutige Asphaltbelag-Auslaufzone (mit weiteren Modifikationen der Kurven Eau Rouge und Raidillon)

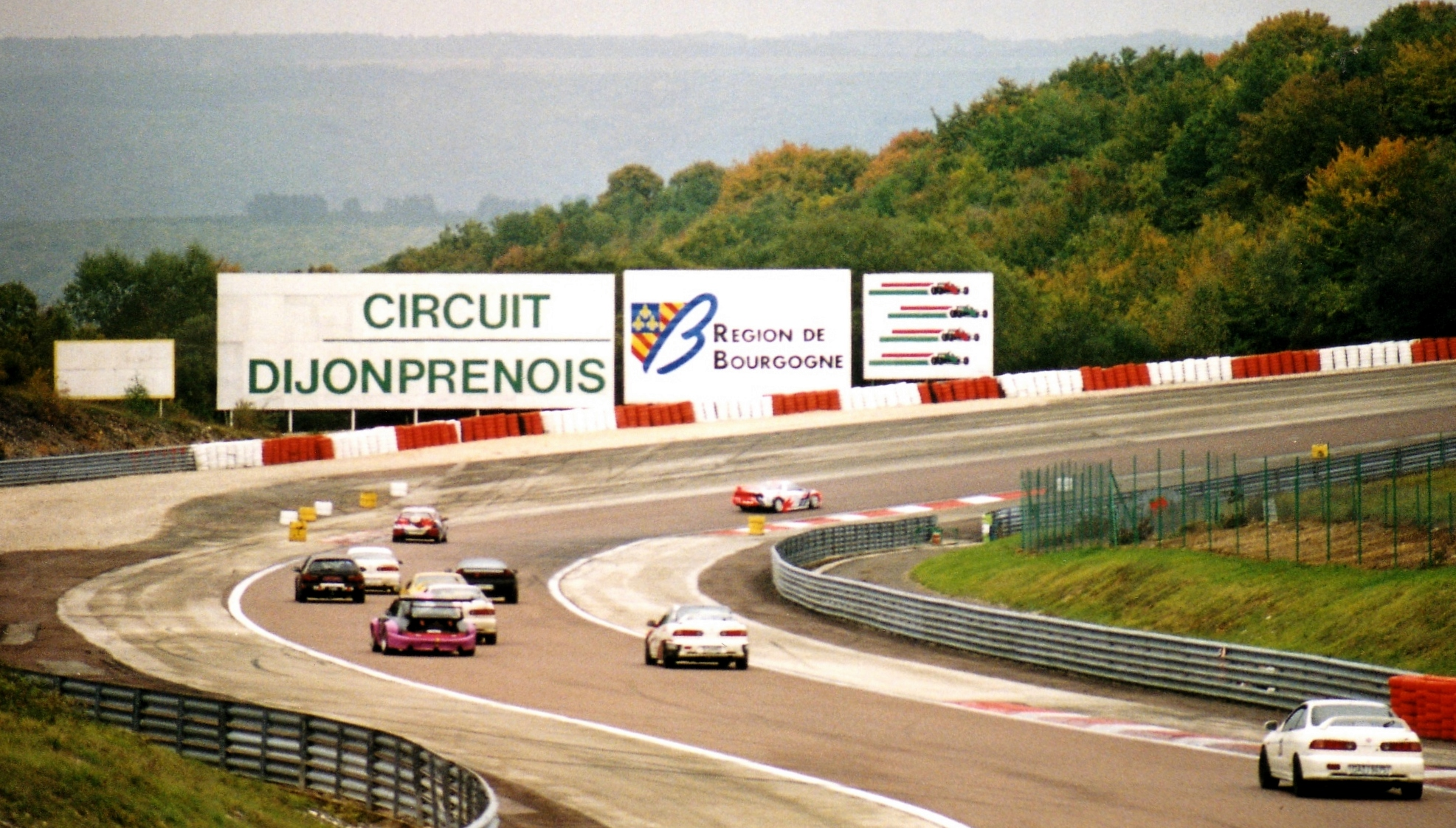
Der 1975 ergänzte Streckenteil in Dijon mit beidseitigen Beton- und Asphalt-Auslaufzonen

Im ursprünglichen Rennstreckenbau waren Auslaufzonen nicht üblich. Häufig standen sogar die Zuschauer unmittelbar an der Fahrbahn, nach heutigen Erkenntnissen und Standards absolut ungenügend nur durch Strohballen, Absperrdrähte oder Holzzäune vom Renngeschehen getrennt. Erst nach dem Zweiten Weltkrieg und besonders nach den schweren Unfällen 1952 auf dem Grenzlandring (13 oder 14 Tote) und 1955 beim 24-Stunden-Rennen von Le Mans (84 Tote) wurden Sicherheitsfragen bei Motorsportbehörden, Rennveranstaltern und Streckenbetreibern allmählich zum Thema. Die Möglichkeiten zur Verringerung des Risikos waren allerdings vor allem bei den damals noch verbreiteten temporären Stadt- und Straßenkursen durch räumliche und finanzielle Einschränkungen begrenzt. Auf Land- und Nationalstraßen, wie sie etwa für die Rennstrecke Rouen-les-Essarts in Frankreich genutzt wurden, gab es kaum Platz zur Einrichtung von Auslaufzonen. Hier führte die Fahrbahn teilweise ohne Sicherung direkt an Bäumen oder Gebäuden vorbei; besonders augenfällig auch bei den ursprünglichen, langen Streckenversionen von Reims-Gueux in Frankreich und Spa-Francorchamps in Belgien. Damit kamen langfristig nur permanente Kurse für größere Sicherheitsumbauten in Frage. Häufig fehlte es den Verantwortlichen aber auch hier anfangs an der Bereitschaft zu Verbesserungen, sodass es noch viele Jahre lang zu zahlreichen Unfällen mit getöteten Fahrern und Zuschauern kam. So starben beim tödlichen Unfall des deutschen Grand-Prix-Fahrers Wolfgang Graf Berghe von Trips im September 1961 in Monza auch 15 Rennbesucher, die nur durch einen niedrigen Wall und einen kleinen Drahtzaun von der Strecke getrennt waren und vom fast ungebremsten Unfallfahrzeug getroffen wurden.

### Erste Auslaufzonen
Das wachsende Sicherheitsbedürfnis von prominenten Rennfahrern wie Jackie Stewart und Jacky Ickx, Veranstaltern und Zuschauern sowie die immer höheren Geschwindigkeiten ab den 1960er-Jahren – vor allem in der Formel 1 – zwangen die Rennstreckenbesitzer jedoch zunehmend zum Bau von Auslaufzonen. Pioniere dieser Entwicklung waren unter anderem die Rennfahrer Henri Pescarolo und Jean-Pierre Beltoise als Planer des Circuit Paul Ricard 1970 in Frankreich und der niederländische Rennstreckendesigner Hans Hugenholtz mit der Anlage von Nivelles-Baulers 1971 in Belgien. Hugenholtz hatte sich schon in den 1960er-Jahren mit den Entwürfen der Formel-1-Rennstrecken von Suzuka (Japan), Zolder (Belgien), Jarama (Spanien) und des Hockenheimring-Motodroms hervorgetan. Außerdem führte er die sogenannten „Fangzäune“ im Motorsport ein, flexible Zaunkonstruktionen, die von der Strecke abgekommene Rennwagen abbremsen konnten. Diese zum Teil in mehreren Reihen hintereinander aufgestellten Drahtzäune reichten aber später nicht mehr aus und wurden im Lauf der Zeit durch breite Auslaufzonen ergänzt oder ersetzt. Anfangs wurden diese Bereiche fast ausschließlich mit Rasen, Sand oder Kies belegt, ab den späten 1990er-Jahren aber zunehmend asphaltiert und zum Teil erheblich verbreitert. Vorreiter war hier bereits 1975 der Circuit de Dijon-Prenois in Frankreich: Beim Umbau mit Verlängerung der Strecke wurden große Teile der Auslaufzonen auf beiden Seiten der Fahrbahn betoniert oder asphaltiert. Allerdings ersetzen noch bis in die heutige Zeit hinein einige Streckenbetreiber die nach älteren Methoden gebauten Zonen durch Asphaltbeläge, so etwa 2007 in Monza.

### Das Aus für ältere Strecken
Die zunehmend akzeptierte Notwendigkeit von Auslaufzonen hatte ab den 1970er-Jahren erheblichen Einfluss auf die Länge und Bauart der älteren Kurse; zum Teil führte sie auch zur völligen Aufgabe von Strecken, wenn ein Umbau nicht möglich oder rentabel erschien. So wurden etwa die Streckenverläufe von Spa-Francorchamps 1979 von über 14 auf rund 7 Kilometer und des Circuit de Charade 1989 von rund 8 auf knapp 4 Kilometer halbiert, weil nur eine derart drastisch verkürzte Strecke ausreichend sicher gestaltet werden konnte. Zu den Kursen, die komplett geschlossen wurden, gehörten unter anderem die Solitude-Rennstrecke bei Stuttgart 1966, Reims-Gueux 1972, der Masaryk-Ring (damals Tschechoslowakei) 1986, Rouen-les-Essarts 1993 und die AVUS in Berlin 1998.
Es gibt nur noch wenige permanente Rennstrecken, die nicht oder nur unzureichend über Auslaufzonen verfügen, etwa die Nordschleife des Nürburgrings. Meist gelten diese Pisten inzwischen als zu unsicher für den modernen Rennbetrieb. So erließ das französische Innenministerium im Mai 2006 ein Dekret zur Verbesserung der Sicherheit von Rennstrecken, das bei der Mehrzahl der Kurse in Frankreich umfangreiche Umbauten zur Folge hatte. Auch die Betreiber der zahlreichen kleinen, privaten Teststrecken mussten bis zum Saisonbeginn 2007 teilweise Streckenführungen ändern oder Rodungen vornehmen, um die von neuen gesetzlichen Normen vorgegebenen größeren Auslaufzonen bauen zu können. Die Verwendung von Asphaltstreifen wurde jedoch nicht vorgeschrieben, sodass es meist bei Kiesbetten blieb. Anlagen wie die Strecke von Mas du Clos in der Auvergne, bei der die – mit rund 2 Millionen Euro veranschlagten – erforderlichen Umbauten 2007 noch nicht erfolgt waren, verloren die Betriebsgenehmigung und waren somit akut von der Schließung bedroht.

## Aufbau

### Grundsätzliche Techniken

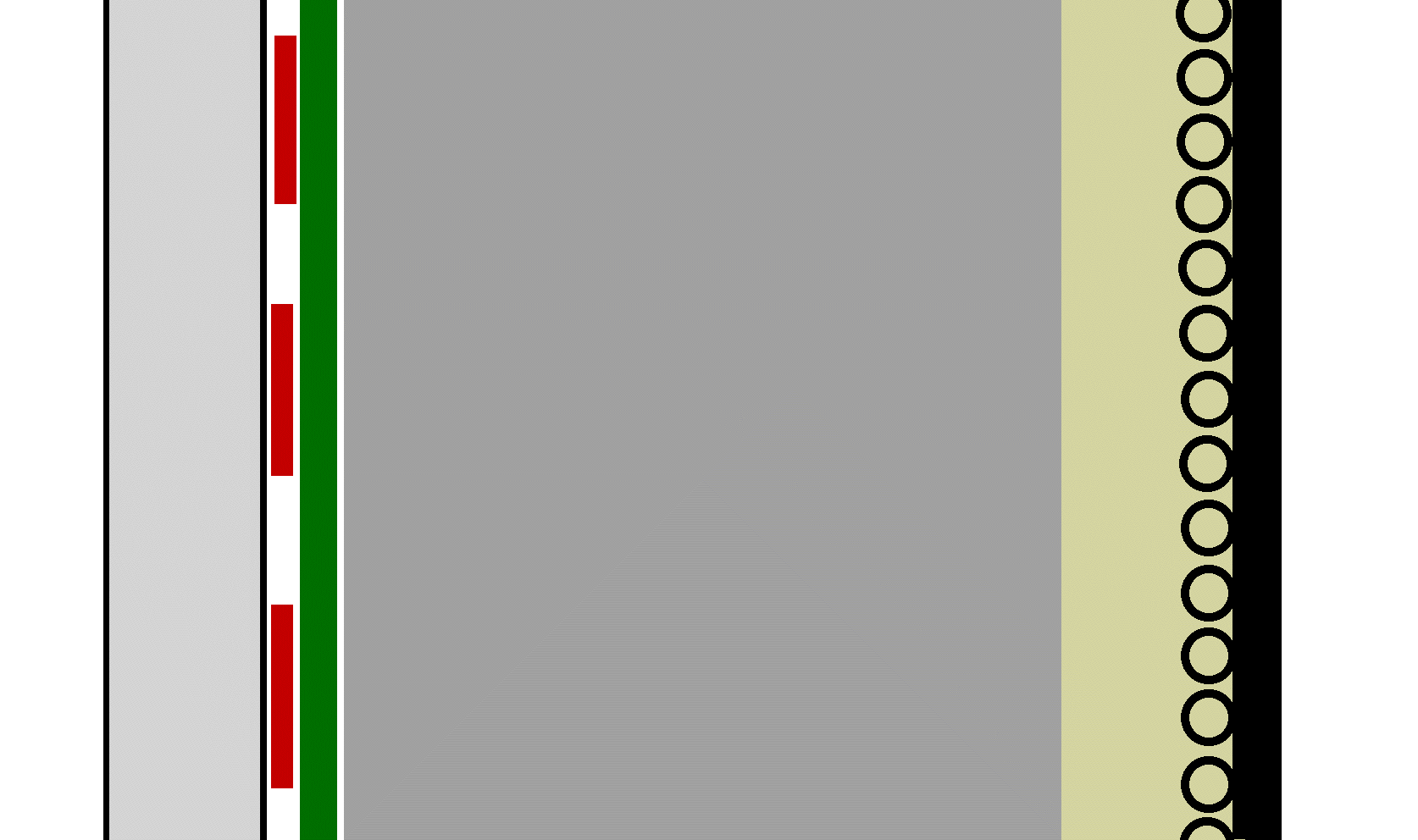
Schematische Aufsicht einer modernen Auslaufzone (von links nach rechts: Fahrbahn, Curb, Rasenstreifen, Asphalt, Kiesbett, Reifenstapel, Mauer)

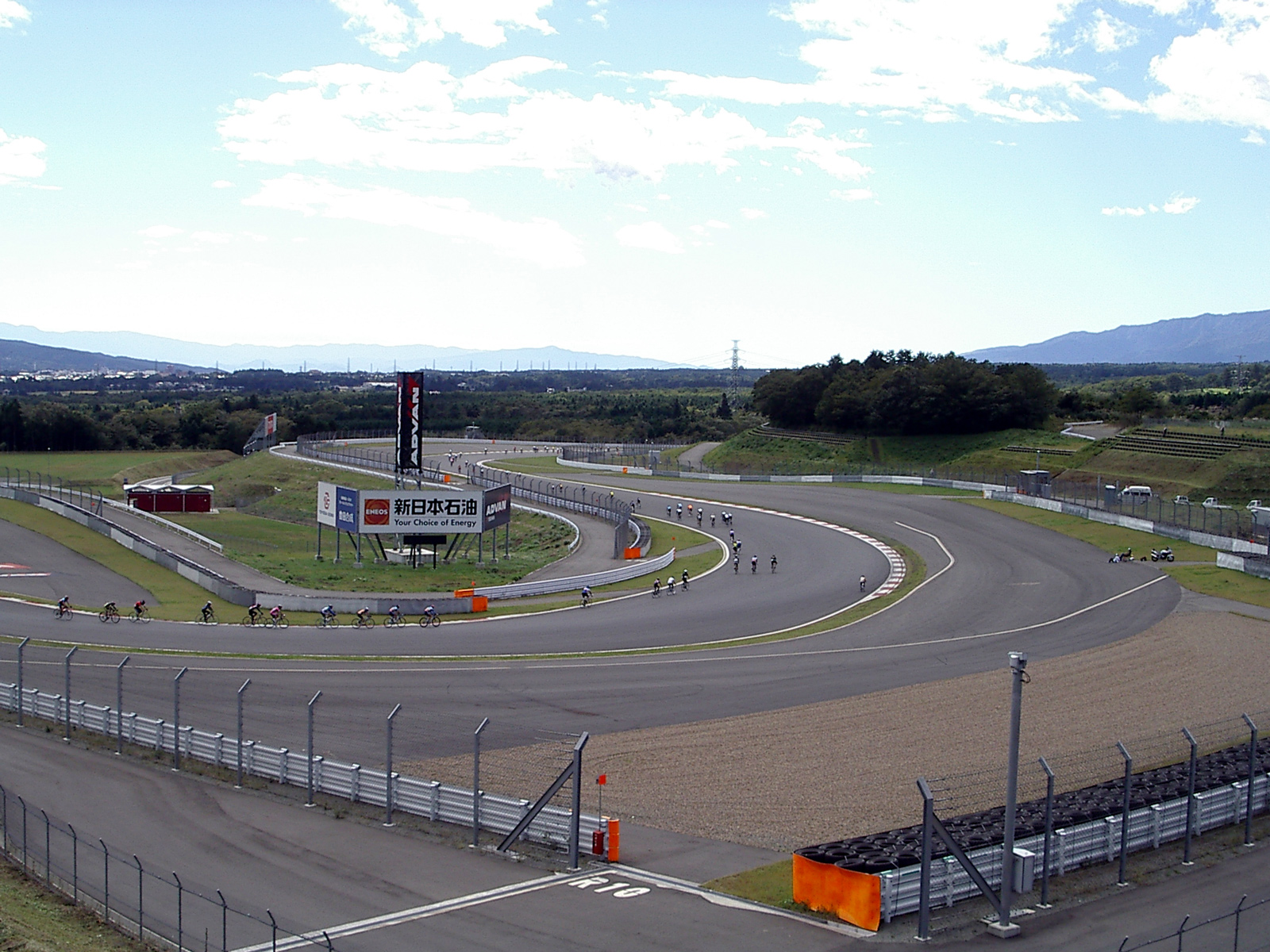
Weitläufige Auslaufzonen im Bereich der Fisco-Haarnadelkurve auf dem 2005 modernisierten Fuji Speedway

Auslaufzonen werden sinnvollerweise im Bereich der Außenseiten von Kurven und Schikanen eingerichtet und schließen meist direkt an die Curbs am Streckenrand an. Im Idealfall haben sie eine leichte Überhöhung, die den Bremseffekt verstärkt. Moderne Auslaufzonen beginnen mit einem ein bis fünf Meter breiten „Grünstreifen“ aus Gras, Kunstrasen, einem Teppichboden-artigen Belag oder lackiertem Beton. Dieser – offiziell noch nicht als Auslaufzone, sondern sinngemäß als „Bankett“ (englisch: verge) bezeichnete – Streifen soll unter anderem durch seinen geringen Reibungskoeffizienten ein absichtliches Überfahren verhindern, da hier ein Fahrzeug schnell die Bodenhaftung verlieren und außer Kontrolle geraten kann. Daran schließt eine Fläche mit rund vier Zentimeter starker, „heiß eingebauter“ Asphaltbeton-Deckschicht an. Mit der Beimischung von genau berechneten Kalk- und Sandstein-Staub-Anteilen sowie chemischer Zusatzstoffe wird dabei eine feinere Mikrorauigkeit und durch den damit verstärkten Verzahnungseffekt zwischen Reifengummi und Asphalt ein höherer Reibwert als beim normalen Fahrbahnbelag erreicht. Diese Asphaltfläche mündet bei einigen Strecken in ein mindestens vier Meter breites und etwa 25 Zentimeter tiefes Kiesbett. Dies besteht nach den Vorgaben des Internationalen Automobil-Dachverbandes FIA aus kugelförmigen Steinen mit einem Durchmesser zwischen 5 und 16 Millimeter. Am Ende des Kiesbetts wird ein mindestens ein Meter hoher Stapel aus zwei bis sechs Reihen von miteinander verschraubten Autoreifen aufgestellt. Die vorderste Reihe sollte dabei mit einer mindestens 12 Millimeter dicken Gummiplane zur Strecke hin abgedeckt werden, um ein Durchbrechen oder Einhaken des Fahrzeugs in den Reifenstapeln zu verhindern. So präparierte Konstruktionen können bis zu 80 % der Aufprallenergie absorbieren. Dahinter wird die Auslaufzone mit einer Mauer oder einer Leitplanke mit aufgesetztem Schutzzaun begrenzt, um Kollisionen mit Fahrzeugen auf benachbarten Streckenteilen und eine Gefährdung von Zuschauern und Streckenposten – auch durch weggeschleuderte Fahrzeugteile – zu verhindern.
Auf sehr schnellen Strecken oder an Stellen, bei denen keine ausreichend große Auslaufzone gebaut werden kann, wird seit 2006 eine Weiterentwicklung getestet: Die High Speed Barrier (dt.: „Hochgeschwindigkeits-Barriere“), eine dreischichtige Kombination aus Polyethylen-Schaumblöcken, mehrlagigen Reifenstapeln und einer Begrenzungsmauer oder Leitplanke. Diese rund vier Meter breite Konstruktion wurde erstmals beim Großen Preis von Italien in Monza eingesetzt.

#### Unechtes Kiesbett
Beim Großen Preis der Niederlande 2022 in Zandvoort testete die FIA, bzw. die Formel 1 erstmalig eine neue Variante der Streckenbegrenzung. Da besonderes beim Rennen 2021 viel Kies durch Verlassen der Strecke auf die Fahrbahn transportiert wurde, testete man 2022 in der Kurve 12 im realen Rennbetrieb ein sogenanntes Unechtes Kiesbett. Hierbei wird ein 1-Meter-breiter Kiesstreifen direkt neben den Curbs mit Kunstharz gebunden. Diese Fläche ist rutschiger und holpriger ausgelegt als die Fahrbahn und soll so das Abkürzen unattraktiv machen und gleichzeitig losen Kies auf der Fahrbahn reduzieren.

### Asphalt bevorzugt
Obwohl es dazu keine ausdrückliche Vorschrift gibt, sondern nur eine Empfehlung der FIA, sind reine Kiesbetten vor allem auf Formel-1-Rennstrecken nur noch an wenigen Stellen vorhanden. Diese können generell durch den hohen Reibwert zwar ein Fahrzeug schnell abbremsen, aber auch zum Eingraben und damit zum Ausscheiden des Rennwagens führen. Allerdings rutschen Rennwagen mit geringer Bodenfreiheit (teilweise unter fünf Zentimeter) und glatten Unterböden unter Umständen auch weitgehend ungebremst über die Kieselsteine hinweg. Bei Kies-Auslaufzonen muss deshalb mehr Platz bis zur nächsten Leitplanke oder Mauer als bei asphaltierten Flächen eingeplant werden. In einigen Fällen gab es durch Kiesbetten auch schon gefährliche Überschläge, weil sich eine Fahrzeugseite im Kies eingegraben hatte und es so zu einem Drehmoment kam, das zum Aufkippen des Fahrzeugs führte. Überrollbügel von Monoposti können bei einem Überschlag in den relativ weichen Untergrund einsinken und so keinen ausreichenden Schutz des Fahrerkopfes mehr gewährleisten.
Reine Gras-Auslaufzonen werden wegen ihres geringen Reibwertes (vor allem bei Nässe) nicht mehr gebaut, ebenso wenig Betonflächen, die noch auf einigen älteren Strecken wie in Dijon-Prenois zu finden sind. Als nicht stabil genug erwies sich bei den Auslaufzonen der 2004 eröffneten Rennstrecke Bahrain International Circuit (BIC) die anfangs verbaute Mischung aus verdichtetem Sand, Zement und Wasser, sodass Teile dieses Belags die Fahrbahn verschmutzten. 2007 wurden diese Zonen durch Asphalt ersetzt, der sandfarben lackiert wurde.
Die modernsten und großflächigsten Auslaufzonen weltweit gab es bis zur Fertigstellung neuer Formel-1-Rennstrecken 2005 auf dem zwischen 1999 und 2002 modernisierten Circuit Paul Ricard. Der neue Besitzer, Bernie Ecclestone, ließ dort ein ausgeklügeltes System von drei aufeinander folgenden Asphaltstreifen mit unterschiedlichen, sehr hohen Reibwerten – unter anderem erreicht durch die Beimischung von Wolfram – bauen, das außer Kontrolle geratene Formel-1-Rennwagen aus hohen Geschwindigkeiten zuverlässig abbremsen kann, ohne dass es zu Beschädigungen am Fahrzeug kommt. Dies sparte den dort testenden Teams (Toyota unterhielt dort ein permanentes Test-Center) Kosten und Zeit, die sie sonst für die Bergung und Reparatur von verunfallten Autos aufbringen müssten. Das FIA-„Institut für Motorsport-Sicherheit“ verlieh dem Circuit Paul Ricard 2006 unter anderem wegen dieser Auslaufzonen-Konzeption als erstem Preisträger den FIA Institute Centre of Excellence Award, die zweite mit diesem Preis ausgezeichnete Strecke war der Bahrain International Circuit 2007.
Ein weiterer, oft finanziell wichtiger Grund für Asphaltflächen ist die weitere Nutzung der Rennstrecken für Trackdays, also private Trainings- und Rennveranstaltungen. Die Schäden, die an den Fahrzeugen bei eventuellen Abflügen von der Strecke entstehen würden, lassen sich so möglichst gering halten. Solche Veranstaltungen bilden eine wichtige Einnahmequelle der Streckenbetreiber, stehen aber damit auch im Konflikt zu professionellen Rennfahrern, die oftmals Kiesbetten bevorzugen würden. Der Yas Marina Circuit in Abu Dhabi stellt in dieser Hinsicht ein anschauliches Beispiel da.

### Rückkehr der Kiesbetten
Die immer weiterführende Asphaltierung von Auslaufzonen führt allerdings auch zu neuen Herausforderungen. Durch die neuen Asphaltflächen erscheint die eigentliche Fahrbahn wesentlich breiter und weniger eingegrenzt. Außerdem hat ein Überschreiten der Fahrbahn weniger drastische Konsequenzen, sodass immer mehr Teile die nicht zur Fahrbahn gehören trotzdem mitbenutzt werden. Die modernen Rennstrecken, auf denen die Formel 1 gastiert, weisen oft gemeinsame bauliche Merkmale auf und werden von einigen Fahrern häufig als langweilig oder zu wenig spektakulär bezeichnet, da sie sich im Layout und Streckenführung zu wenig voneinander unterscheiden. Üblicherweise werden solche "Track Limit" Vergehen geahndet, bspw. mit dem Streichen der Rundenzeit der aktuell gefahrenen Runde. Zur Überwachung werden an der Strecke Kameras und Sensoren in der Fahrbahndecke installiert. Jedoch gab es immer wieder Lücken in der Überwachung, sodass sich Fahrer regelwidrig einen Vorteil verschafften, da sie Kurven mit höherer Geschwindigkeit durchfahren konnten. Insbesondere bei modernen Rennstrecken, auf denen die Formel 1 gastiert, gab es in der Vergangenheit wiederholt gehäufte Verstöße. Am häufigsten traten diese Vergehen zuletzt während des Großen Preises von Österreich 2023 auf. Dort wurden während der Veranstaltung allein im Rennen 84 "Track Limit" Vergehen gezählt. Oft können erst nach dem Rennen Strafen ausgesprochen werden, was das eigentliche Rennergebnis im Nachhinein drastisch verändern kann und so dem Sport nicht zuträglich ist.
Diese Problematik sorgte bei vielen Streckenbetreibern für ein Umdenken, sodass auf einigen Formel 1 Strecken ehemals asphaltierte Auslaufzonen wieder durch klassische oder mobile Kiesbetten ersetzt wurden. Beispiele für die Reinstallation klassischer Kiesbetten sind etwa Imola oder Spa. Am Red Bull Ring entschied man nach der Anweisung durch die FIA für den Einbau von wieder entfernbaren Kiesstreifen direkt an den Kerbs der neuralgischen Stellen.

## Planung

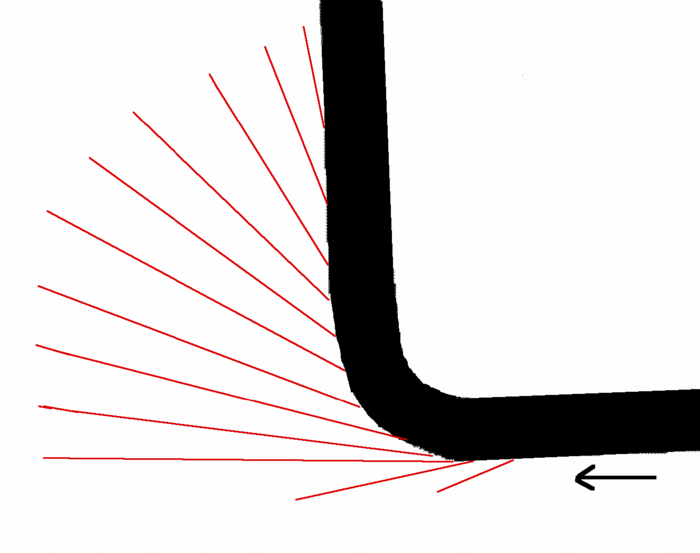
Strahlenmodell zur Berechnung einer Auslaufzone (schematische Darstellung)

Die einstige Rolle des 1995 verstorbenen Hans Hugenholtz für die Planung von Formel-1-Rennstrecken und deren Auslaufzonen hat inzwischen der von den Medien gerne als „Herr der Ringe“ bezeichnete Branchenprimus, der deutsche Bauingenieur Hermann Tilke mit seinem Aachener Ingenieur- und Architekturbüro eingenommen. Beim Neubau von Rennstrecken jeglicher Art oder bei der Modernisierung von bereits bestehenden Kursen berechnet er die Dimension der Auslaufzonen durch ein „Strahlenmodell“ am Computer. Dabei werden die angenommene maximale Geschwindigkeit und die Richtung eines Fahrzeugs beim unkontrollierten Verlassen der Rennstrecke ab dem Bremspunkt für jeden Punkt des Kurvenbereichs und der daraus resultierende benötigte Sturzraum kalkuliert. Nach den FIA-Regeln werden dabei die Geschwindigkeiten und Gewichte von Formel-1-Fahrzeugen zugrunde gelegt. Deren maximale kinetische Energie ist trotz des verhältnismäßig geringen Gewichts durch die Höchstgeschwindigkeiten von bis zu 350 km/h mit über 36,7 Millionen Joule normalerweise größer als die anderer Rennwagen, wodurch die für sie berechneten Auslaufzonen häufig für alle Fahrzeugklassen ausreichend groß oder gar überdimensioniert sind. Als Richtwerte können dabei die durchschnittlichen, maximalen Verzögerungsleistungen der Formel 1 herangezogen werden: Aus 300 km/h beträgt hier der bestmögliche Bremsweg bis zum Stillstand etwa 90 Meter, aus 200 km/h rund 55 Meter, aus 100 km/h sind es etwa 19 Meter. Im Idealfall sollte die kinetische Energie vor dem Aufprall auf ein festes Hindernis auf Null abgebaut werden, das Fahrzeug also zum Stillstand gekommen sein. Während die Ausdehnung von Auslaufzonen noch in den 1980er-Jahren zum Teil kaum eine Fahrbahnbreite (acht bis 15 Meter) erreichte, werden bei modernen Kursen wie dem 2005 eröffneten Istanbul Park Circuit in der Türkei bis zu 80 Meter breite Bereiche gebaut. Die FIA gibt für neue Rennstrecken 30 bis 100 Meter als Richtwert vor. Für bereits bestehende Strecken stellt sie neuerdings ein Circuit Safety Analysis System (CSAS) (dt.: „Streckensicherheits-Analysesystem“) zur Verfügung, ein Computerprogramm, mit dem aus Sensordaten von Formel-1-Autos bei vorangegangenen Rennen und Unfällen Erkenntnisse über die Dimensionen der benötigten Auslaufzonen und Sicherheitsbarrieren gewonnen werden können.
Bei der Planung von Auslaufzonen mit großen Asphaltflächen muss wegen der Aquaplaning-Gefahr auf ausreichende Entwässerung geachtet werden. Da diese Flächen meist ein leichtes Gefälle zur Strecke hin haben, fließt das Oberflächenwasser in Richtung Fahrbahn. Davor wird deshalb ein schmaler Drainagestreifen – etwa aus gerilltem oder gelochtem Metall – zwischen Asphalt und Curb eingebaut, teilweise genügt auch ein ausreichend wasserdurchlässiger Streifen aus Gras oder Kunstrasen. Bei reinen Kiesbetten ist dieser Streifen unnötig, weil hier das Wasser versickert, bevor es auf die Fahrbahn fließen kann.

## Nachteile

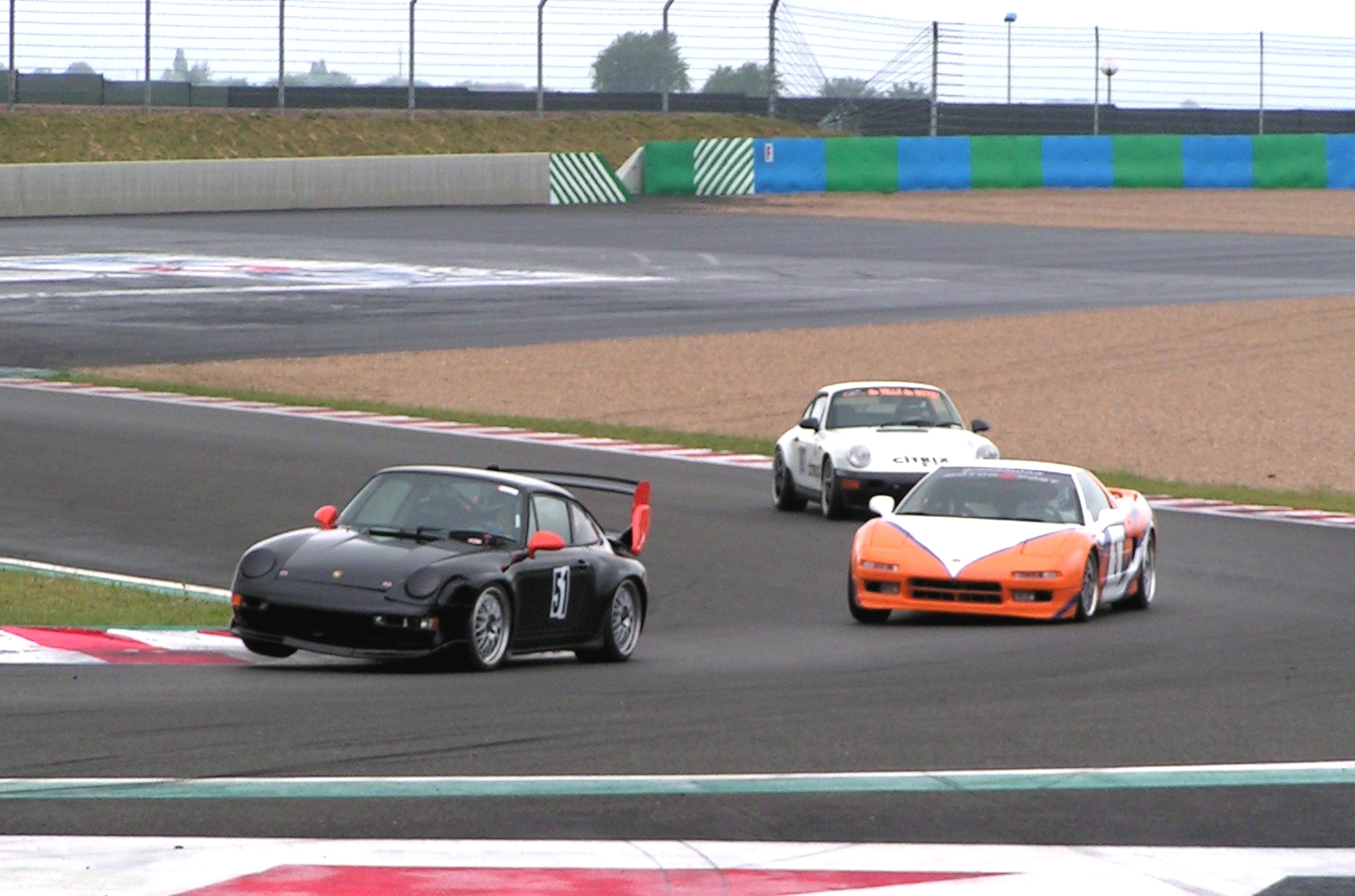
Complexe du Lycée in Magny-Cours mit weitläufiger Auslaufzone (Asphalt und Kies kombiniert)

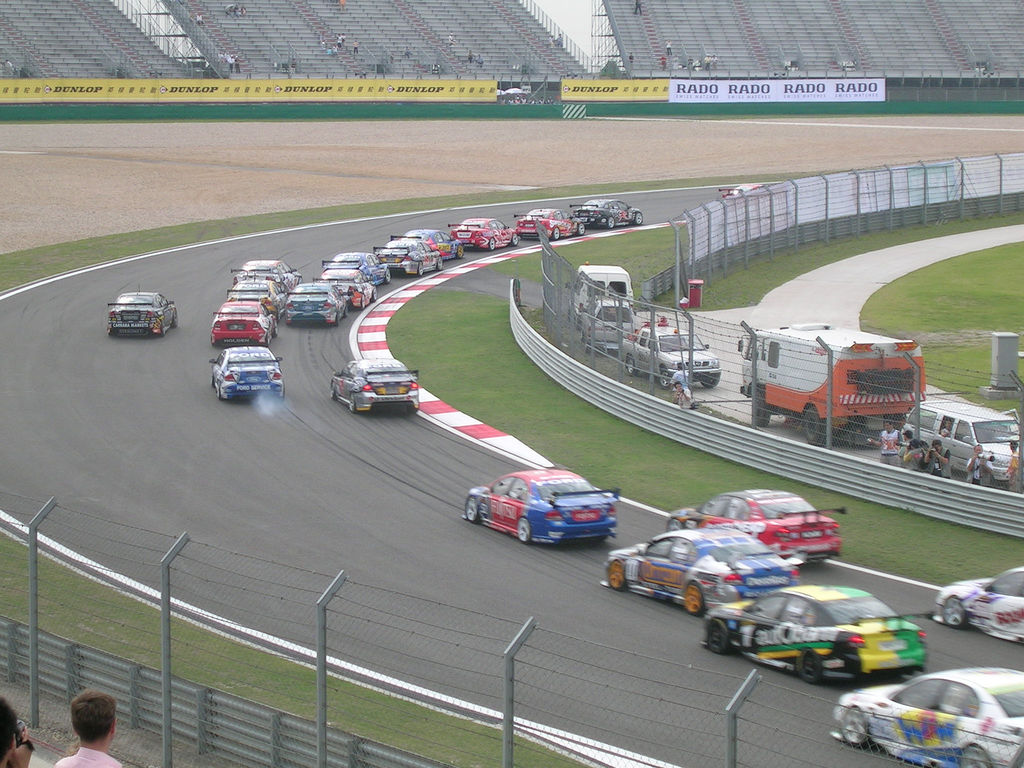
Auslaufzone auf dem Shanghai International Circuit mit weit von der Strecke entfernten Tribünen

Weitläufige Auslaufzonen verursachen neben hohen Kosten für Grundstücksfläche und Bau meist große Distanzen zwischen Rennstrecke und Zuschauerbereichen. Die Fahrzeuge können deshalb bei modernen Strecken wie dem Shanghai International Circuit von den Rennbesuchern nur aus großer Entfernung wahrgenommen werden, was das subjektive Erlebnis der gefahrenen Geschwindigkeiten stark herabsetzt. Großflächig asphaltierte Zonen reduzieren diese Tempowahrnehmung zusätzlich; vor allem bei relativ langsamen Rennwagenklassen wie etwa der Tourenwagen-Weltmeisterschaft. Für die Zuschauer ergibt sich etwa bei Teilen der ehemaligen Formel-1-Rennstrecke in Istanbul mit bis zu 21,5 Meter breiter Fahrbahn und maximal 80 Meter breiter Asphalt-Auslaufzone der optische Eindruck eines über 100 Meter breiten und mehrere 100 Metern langen Parkplatzes. Ein ähnliches Bild bietet sich seit 2003 nach dem Umbau des Complexe du Lycée in Magny-Cours, wo die Strecke nach einem Hochgeschwindigkeits-Teilstück in eine scharfe Rechtskurve abbiegt und durch eine großzügig bemessene Auslaufzone mit kombiniertem Asphalt/Kiesbelag abgesichert wird. Den subjektiven Eindruck von Weitläufigkeit haben dort auch die Rennfahrer, die auf solchen Streckenabschnitten ihr Tempo möglicherweise zu gering einschätzen oder bewusst eine höhere Geschwindigkeit wählen, weil ein eventueller „Abflug“ nicht zwangsläufig zum Ausfall führen würde. Bei einigen Strecken werden Asphalt-Auslaufzonen auch teilweise in die Ideallinie „eingebaut“, also absichtlich mitbenutzt. Nach den FIA-Regeln für Rennstrecken muss der Fahrbahnrand jedoch beidseitig mit einem mindestens zehn Zentimeter breiten, weißen Streifen aus rutschfester Lackierung markiert werden. Ein offensichtlich absichtliches Überfahren dieses Streifens mit der kompletten Fahrzeugbreite wird in der Regel mit Strafen belegt, die von einer Verwarnung bis zur Disqualifikation reichen können. Damit soll der Missbrauch einer Auslaufzone als zusätzliche Fahrbahnbreite verhindert werden.
Formel-1-Promoter Bernie Ecclestone erklärte im Januar 2006 bei einer Veranstaltung: „Ob wir bei den Auslaufzonen bei manchen Strecken etwas über die Stränge geschlagen haben, kann ich nicht beurteilen, aber bei einigen kann einem der Sprit ausgehen, bevor man in die Reifenstapel einschlägt“. Er favorisiert deshalb in jüngster Zeit wieder Stadtkurse ohne Auslaufzonen wie in den Anfangstagen des Rennsports, da hier seiner Meinung nach für die Zuschauer spektakulärer Sport geboten werden könne. So wurden ab 2008 neue Formel-1-Stadtrennstrecken in Valencia, Abu Dhabi, Gwangyang (Südkorea), Neu-Delhi, Singapur und im Disneyland Resort Paris befahren, geplant oder zumindest in Erwägung gezogen.
Als nicht sinnvoll gelten Auslaufzonen bei Streckenteilen, bei denen ein außer Kontrolle geratenes Fahrzeug die Strecke in einem sehr spitzen Winkel verlässt; etwa bei Geraden oder bei sehr langgezogenen Kurven. Hier bevorzugt die FIA nach dem vorgeschriebenen Bankett-Streifen eine glatte, durchgehende Mauer oder Leitplanke, an der die Autos entlang rutschen können und dabei schnell Geschwindigkeit abbauen. Als obere Grenze für diese Bauweise werden etwa 30 Grad Winkelmaß angenommen.

## Auslaufzonen für Motorradrennen
Nach Ansicht der obersten Motorradsport-Organisation FIM sind Auslaufzonen beim Straßenrennsport aus verschiedenen Gründen unverzichtbar: Sie fungieren als Begrenzung und Stabilisierung der Grundstruktur der Fahrbahn, sie erhöhen die Sicherheit durch Verbesserung der Sichtverhältnisse und die damit verbundene Möglichkeit, die komplette Streckenbreite auszunutzen, und sie dienen bei ausreichender Dimensionierung als Anhalteweg für von der Fahrbahn abgekommene Motorräder.
Bei Motorradrennen werden die Streckenbegrenzungen nach den Auslaufzonen durch Airfences (deutsch: „Luftzäune“) – große luftgepolsterte Kunststoffkissen, die beim Aufprall eines Fahrers stark nachgeben und so die kinetische Energie schonend auffangen – abgesichert. Diese Sicherheitseinrichtungen werden meist nur für die Dauer der Rennveranstaltung installiert und müssen durch die Commission de Courses sur Route (CCR) der FIM homologiert werden.
Speziell für Motorradrennen geplante oder präparierte Auslaufzonen haben etwa der TT Circuit Assen in den Niederlanden, die neue Version des Misano World Circuit in Italien, der Circuito de Jerez in Spanien, der Circuit Bugatti in Frankreich, der Phillip Island Circuit in Australien oder der Sachsenring in Deutschland. Auf diesen Strecken gastiert unter anderem regelmäßig die MotoGP als höchste Klasse im Motorrad-Straßenrennsport, während Autorennen nur eine untergeordnete Bedeutung haben. Formel-1-Rennen finden dort zurzeit nicht statt.
Die bisher breiteste Auslaufzone weltweit entstand beim Umbau des ehemaligen Formel-1-Infield-Straßenkurses im Indianapolis Motor Speedway zu einer Motorrad-Rennstrecke. Beim Motorrad-Grand-Prix im September 2008 verliefen die ersten vier Kurven nach der Start- und Zielgeraden auf dem 4,186 km langen und entgegen dem Uhrzeigersinn zu befahrenden Kurs unterhalb der ersten beiden Steilkurven des bereits bestehenden Ovals und nutzten diese als zusätzlichen asphaltierten Sturzraum. Die Gesamtbreite dieser Auslaufzone betrug rund 240 Meter.

## Konflikt zwischen Automobil und Motorrad
Bei Strecken, die sowohl von Autos als auch von Motorrädern genutzt werden, führt der Aufbau von Auslaufzonen jedoch zu einem Zielkonflikt. Motorräder werden nach einem Sturz durch Asphaltzonen nur schwach abgebremst, da die Maschinen fast nie mit den Reifen, sondern mit Metall- oder Plastikteilen über die Auslaufzone rutschen. Dadurch entsteht nur eine geringe Gleitreibung, das Motorrad rutscht unter Umständen bis zu den Streckenbegrenzungen und kann dabei stark beschädigt werden. Bei hohen Geschwindigkeiten und entsprechend langen Gleitphasen steigt auch das Verletzungsrisiko für die Fahrer, vor allem wegen des starken Abriebs der Schutzkleidung. Hier kann es zu schweren Verbrennungen und Hautabschürfungen kommen. Im schlimmsten Fall, insbesondere in schnellen Kurven, führen nicht für den Motorradsport geeignete Auslaufzonen dazu, das Fahrer nahezu ungebremst mit hoher Geschwindigkeit in die Streckenbegrenzung einschlagen. Tragisches Beispiel hierfür ist der Unfall von Carlos Tatay in Portimão 2023 während des Rennens der Moto2-Europameisterschaft. Er war nach dem Sturz in Kurve 1 mit hoher Geschwindigkeit in die Streckenbegrenzung eingeschlagen und trug eine dauerhafte Querschnittslähmung davon. Ähnliches gilt auch für den Sturz von Álex Márquez während des MotoGP-Rennens in Silverstone 2025. Dort war er direkt nach dem Start ebenfalls in Kurve 1 gestürzt und hatte die Begrenzung der Strecke knapp verfehlt. Nach dem Rennen wies er auf die dort fehlenden Kiesbetten hin. Beide Strecken werden (Silverstone) und wurden (Portimão) auch für Rennen der Formel 1 genutzt.
Daher sind aus den genannten Gründen Kiesbetten für den Motorradsport unverzichtbar und ein wichtiger Bestandteil der Streckensicherheit. Dabei muss jedoch beim Präparieren auf einen „sanften“ Übergang vom vorangehenden Grünstreifen geachtet werden, da sonst durch die abrupte Änderung des Reibwertes ein Drehmoment auftreten kann, das zum Überschlag von Fahrer und Maschine führt. Auch quer zur Sturzrichtung gezogene Furchen im Kiesbett können diesen Effekt auslösen. Das FIM-Regelwerk fordert deshalb eine glatte, ungewellte Oberfläche. Bei „Ausrutschern“ aus niedrigen Geschwindigkeiten haben Asphaltzonen wiederum den Vorteil, dass Fahrer und Motorrad nach kurzer Gleitphase meist weitgehend unbeschadet das Rennen fortsetzen können. Idealerweise weist eine Auslaufzone für Motorradrennen eine Kombination aus Asphaltflächen nahe der Strecke und danach folgende Kiesbetten auf, die von mit 'Airfences' ausgerüsteten Streckenbegrenzungen abgeschlossen werden. Hierbei muss das Rollmaterial der Kiesbetten laut den Vorgaben der FIM einen Durchmesser von 6–15 mm aufweisen und die Kiesschicht eine Stärke von 25 cm aufweisen.

## Sonderformen
Auf der einzigen heute noch gefahrenen traditionellen Formel-1-Stadtrennstrecke, dem Circuit de Monaco, werden seit 1995 an einigen Stellen mit Wasser gefüllte Kunststofftanks als Ersatz für die nicht vorhandenen Auslaufzonen eingesetzt. Außerdem gibt es zum Teil kurze „Notausgänge“ an Kurven und Schikanen, die beispielsweise nach dem Verpassen des Bremspunktes als zusätzlicher Anhalteweg genutzt werden können. Diese können aber nicht als vollwertige Auslaufzonen betrachtet werden.
Ovalkurse haben keine Auslaufzonen, weil die Überhöhung der Steilkurven und die dort gefahrenen hohen Geschwindigkeiten den Bau von ausreichend großen Sturzräumen überflüssig oder unmöglich machen. Stattdessen werden diese Strecken durch hohe Betonmauern und zusätzliche Zaunkonstruktionen begrenzt, die die Zuschauer vor außer Kontrolle geratenen Fahrzeugen und herumfliegenden Teilen schützen sollen. Hier werden zum Teil auch SAFER (Steel and Foam Energy Reduction) Barriers verwendet; Polystyrol-Pressplatten, die an der Betonwand verankert werden und Aufprallenergie gut absorbieren können, ohne dass sich das Fahrzeug wie bei einem Reifenstapel einhaken kann.
Im Rallycross sind als Auslaufzonen noch immer fast ausschließlich Kies- respektive Sandbetten zu finden. Die vorbereiteten Gräben werden aus Kostengründen meist mit den auf dem Gelände zur Verfügung stehenden Materialien gefüllt, wodurch es sich fast immer um grob gesiebte Erde oder Sand statt gewaschenem Kies in definierter Korngröße handelt. Unmittelbar vor den Renntagen, bei starker Verdichtung auch in den Rennpausen, wird diese Bettfüllung durch den Einsatz von geeigneten Maschinen aufgelockert und danach wieder geebnet.
Bei Beschleunigungsrennen, Bergrennen oder dem Automobil-Slalom befinden sich Auslaufzonen meist nicht neben der Fahrbahn, sondern am Ende der Strecke. Hier dienen sie zum kontrollierten Abbremsen aus hohen Geschwindigkeiten und weisen deshalb andere Eigenschaften auf als Auslaufzonen bei Rundstreckenrennen. Die Dimensionen und Oberflächenbeschaffenheit werden aber auch hier von den jeweiligen Motorsportverbänden häufig detailliert geregelt.